# Tiempo final (serie de televisión argentina)
Tiempo final fue una serie argentina de televisión producida por BBTV y Telefe Contenidos, estrenada por Telefe el 3 de agosto de 2000. Este thriller constó de tres temporadas de 22, 21 y 26 episodios respectivamente, en la que cada historia transcurría en un solo lugar y con no más de tres o cuatro personajes. Durante el 2009 y el 2011, la serie se repitió por Magazine TV todos los miércoles a las 23:00.

## Características
Tiempo final es una serie de suspenso, con un tono policial y giros o reveses inesperados que hacen que el final sea difícil de predecir. También es frecuente la aparición de alguna dosis de humor en los episodios. 
La historia de la serie era narrada durante una hora en tiempo real. Es decir que la trama del episodio era desarrollada sin solución de continuidad en algo menos de 60 minutos. 
Las imágenes no eran producidas sobre montajes nerviosos, cortes abruptos entre planos que duran décimas de segundo o cámaras ubicadas en ángulos inverosímiles. El aspecto visual del formato se basaba en las fórmulas más clásicas de la narración y de la puesta en escena, que procuran aprovechar con una fotografía muy luminosa y un prolijo andamiaje técnico.
Los protagonistas suelen ser personas de existencia aparentemente normal que en determinadas instancias se enfrentan a situaciones inesperadas. La variedad de historias abarcaban situaciones que van desde una mujer que sorprende a su pareja en un acto de infidelidad, disparándole a este y a su amante, y al intentar desprenderse de los cuerpos enfrenta una serie de vicisitudes de las que termina también siendo víctima; pasando por un desequilibrado expresidiario y falso plomero envuelve en una peligrosa odisea a un profesional discapacitado y a su kinesióloga, hasta relatos sobre un hombre que planea envenenar su esposa de 35 años de matrimonio para escaparse con su amante y que con la inesperada aparición de un ladrón tuerce el curso de los hechos y replantea el lugar del victimario y la víctima.
Los capítulos están casi completamente ambientados en interiores. Asimismo, los relatos ofrecen varios puntos en común: hay personajes que no pueden controlar lo que ocurre a su alrededor, hay circunstancias azarosas que modifican inesperadamente los planes más elaborados, hay reacciones emocionales ante situaciones extremas que sepultan cualquier actitud equilibrada y un humor sardónico que sobrevuela como una sombra negra las instancias de suspenso en las que se mueven los personajes.
Las historias no moralizan ni abren juicio sobre las conductas de los protagonistas, por cuanto se limitan a respetar la letra y el espíritu de la narración; y permiten trabajar sobre las múltiples posibilidades visuales y argumentales del suspenso, todo para lograr el objetivo final: mantener en vilo la atención del televidente.
Los invitados siempre eran famosos, pero el capítulo: «Broma Pesada» protagonizado por Antonio Gasalla sobresalió porque recibió muy buen índice de audiencia y excelentes críticas, por eso fue nuevamente invitado a protagonizar otro capítulo de la serie: «El Fronterizo» esta vez compartiendo protagónico con la actriz Lydia Lamaison.

## Episodios
- Anexo:Episodios de Tiempo final

| Temporada   | Día de emisión  | Episodios |
| ----------- | --------------- | --------- |
| Temporada 1 | Jueves, 23:00 h | 22        |
| Temporada 2 | Jueves, 23:00 h | 21        |
| Temporada 3 | Lunes, 23:00 h  | 26        |

## Versiones
En Chile se ha realizado una adaptación titulada Tiempo final: En tiempo real. Sus 2 temporadas fueron emitidas por TVN en 2004 y 2006 en horario central y repetidas en 2007 en segunda franja. Fox Latinoamérica estrenó en 2007 una nueva versión realizada en Colombia y emitida para Latinoamérica. El formato también fue vendido a la cadena española Antena 3, quien durante el año 2004 llevó a cabo y emitió la versión local titulada Desenlace. 

## Producción y equipo técnico
- Maximiliano Ezzaoui - Andrés Palacios
- Escenografía: Sergio Carnevali
- Ambientación:Valeria Ebel
- Sonido: Fernando Granda Arnaez
- Musicalización: Federico Martínez
- Vestuario: Marta Fernández
- Diseño de pantalla: Medialuna
- Producción: Sebastián Brunetti - Paula Kirchner - Paula Mysyna – Paula Rial
- Dirección de fotografía: Leandro Martínez
- Producción técnica: Claudio Kryksman
- Producción ejecutiva: Mariano Berterreix (1a.temporada) Lilian Olivares – Marcela Calabró
- Dirección: Diego Suárez
- Producción general: Alejandro Borensztein
- Idea y dirección general: Sebastián Borensztein
- Producción: BBTV y Telefe

## Premios

### Premios Martín Fierro
| Año  | Categoría                                                  | Receptor                                                   | Resultado |
| ---- | ---------------------------------------------------------- | ---------------------------------------------------------- | --------- |
| 2000 | Mejor Unitario y/o Miniserie                               | Mejor Unitario y/o Miniserie                               | Nominado  |
| 2000 | Mejor Director                                             | Sebastián Borensztein                                      | Nominado  |
| 2000 | Mejor Autor / Libretista                                   | Martín Salinas Pablo Solarz Walter Slavich Marcelo Slavich | Nominado  |
| 2000 | Mejor Actriz - Unitario y/o Miniserie                      | Inés Estévez Cap: «Aniversario» y Cap: «La terapeuta»      | Ganadora  |
| 2000 | Mejor Actor de Reparto                                     | Gabriel Goity Cap: «Secuestro»                             | Nominado  |
| 2000 | Mejor Actor de Reparto                                     | Nicolás Cabré Cap: «Santo remedio»                         | Nominado  |
| 2000 | Mejor Actor de Reparto                                     | Roberto Carnaghi Cap: «Aniversario»                        | Nominado  |
| 2000 | Mejor Producción Integral                                  | Mejor Producción Integral                                  | Nominado  |
| 2001 | Mejor Unitario y/o Miniserie                               | Mejor Unitario y/o Miniserie                               | Nominado  |
| 2001 | Mejor Director                                             | Diego Suárez Sebastián Borensztein                         | Ganadores |
| 2001 | Mejor Autor / Libretista                                   | Alejandro Ocón                                             | Nominado  |
| 2001 | [[Premios Martín Fierro\|Participación Especial en Ficción | ]]Antonio Gasalla Cap: «Broma pesada»                      | Nominado  |
| 2001 | [[Premios Martín Fierro\|Participación Especial en Ficción | Héctor Alterio Cap: «El desengaño»                         | Nominado  |
| 2001 | [[Premios Martín Fierro\|Participación Especial en Ficción | Norma Aleandro Cap: «La tasación»                          | Nominada  |
| 2001 | [[Premios Martín Fierro\|Participación Especial en Ficción | Norman Briski Cap: «Los viejos» y Cap: «Boqueteros»        | Ganador   |
| 2002 | Participación Especial en Ficción - Femenina               | Leticia Brédice Cap: «La tabernera»                        | Nominada  |
| 2002 | Participación Especial en Ficción - Femenina               | Norma Aleandro Cap: «El gourmet» y Cap: «Noche real»       | Nominada  |
| 2002 | Participación Especial en Ficción - Femenina               | Selva Alemán Cap: «La bigamia»                             | Ganadora  |
| 2002 | Participación Especial en Ficción - Masculino              | Alfredo Alcón Cap: «La bigamia»                            | Nominado  |
| 2002 | Participación Especial en Ficción - Masculino              | Damián De Santo Cap: «El velatorio» y Cap: «El anzuelo»    | Nominado  |
| 2002 | Participación Especial en Ficción - Masculino              | Pablo Echarri Cap: «El vampiro»                            | Nominado  |